# 巨針鼴屬
巨針鼴（學名Megalibgwilia）是澳洲的一屬史前針鼴，包含了最古老的針鼴，現是只發現其化石。牠們生存於中新世至更新世，約於5萬年前疑是滅絕。 這夜行物種，現時有被目擊過，全身灰白顏色巨針平均0.5至0.7米長，針一般情況全向下垂，身體高度大小於德國狼犬，群居與亞種箭豬有共生關係。

## 發現歷史
巨針鼴最初是由理查·歐文（Richard Owen）於1884年根據一根斷裂的左肱骨描述的，是為M. ramsayi。後來也發現了完整的頭顱骨及顱後化石。於1896年，澳洲古生物學家William Sutherland Dun描述了第二個物種，即M. robusta。
M. ramsayi的化石在澳洲大陸及塔斯曼尼亞多個地方都有發現；而M. robusta的則只在新南威爾士被發現。M. robusta是已知最古老的針鼴及生存於中新世的物種。

## 特徵
雖然巨針鼴有時被認為是巨型的針鼴，但其實牠們可能與現今的長吻針鼴差不多大小，唯前肢稍長。其體型甚至較另一已滅絕的Zaglossus hacketti還要細小。巨針鼴可能是吃昆蟲的，就像澳洲針鼴一般，而不像原針鼴屬般吃蠕蟲。

## 外部連結
- 巨針鼴的復原圖